# Kanton Fougères-Nord
Fougères-Nord is een voormalig kanton van het Franse departement Ille-et-Vilaine. Het kanton maakte deel uit van het arrondissement Fougères-Vitré. Het werd opgeheven bij decreet van 18 februari 2014 met uitwerking op 22 maart 2015.

## Gemeenten
Het kanton Fougères-Nord omvatte de volgende gemeenten:
- Beaucé
- La Chapelle-Janson
- Fleurigné
- Fougères (deels, hoofdplaats)
- Laignelet
- Landéan
- Le Loroux
- Luitré
- Parigné
- La Selle-en-Luitré